# ラストツアー 〜約束の場所へ〜
『ラストツアー 〜約束の場所へ〜』（ラストツアー　やくそくのばしょへ）は、1999年12月1日にリリースされた、Bluem of Youthの9枚目のシングル。2019年現在、Bluem of Youthの最大のヒット曲である。

## 解説
- 日本テレビ系列で放送されていた『雷波少年』の企画曲であり、番組内の企画中に製作された楽曲である。企画の詳細はBluem of Youthのページを参照。

## 収録曲
1. ラストツアー ～約束の場所へ～
2. Yes, we are alone
3. ラストツアー ～約束の場所へ～ オリジナル・カラオケ（イントロ付）